# Controllo degli armamenti
Sin dalla Guerra Fredda venne definito controllo degli armamenti quel complesso processo negoziale e diplomatico che portò a una serie di accordi bilaterali tra USA ed URSS e di accordi multilaterali (sotto l'egida dell'ONU o dell'attuale Organizzazione per la sicurezza e la cooperazione in Europa) volti a ridurre quantitativamente alcuni tipi di armamenti e personale, aumentando nel contempo lo scambio di informazioni militari tra gli aventi causa allo scopo di favorire prevedibilità e trasparenza delle attività militari e ridurre il rischio di conflitto.
Altri attori internazionali (come il Regno Unito e il Canada) e le rispettive alleanze militari (la NATO per l'Occidente e il Patto di Varsavia per il Blocco sovietico) entrarono a far parte dei negoziati, ma sempre in posizione subordinata.
La ratio di questi negoziati appare sostanzialmente diversa se guardiamo ai trattati negoziati tra le Superpotenze e quelli negoziati all'interno dell'ONU: l'ONU infatti si proponeva (e si propone tuttora) il 'bando totale' delle armi di sterminio di massa, mentre più realisticamente (o cinicamente) i blocchi contrapposti si proponevano di governare un processo ritenuto inevitabile, smussandone le caratteristiche più pericolose e portandolo a livelli compatibili con lo sviluppo delle rispettive economie e società.

## Principali accordi bilaterali
Accordi bilaterali vennero negoziati tra USA ed URSS (poi Federazione Russa) con un duplice scopo: da una parte, ridurre al massimo il rischio dello scoppio di una guerra nucleare accidentale, soprattutto dopo la drammatica crisi di Cuba; questo obiettivo venne realizzato con una serie di accordi tesi a migliorare la comunicazione tra i vertici decisionali delle Superpotenze e a limitare le occasioni di scontro fortuito tra i due apparati militari. Dall'altra parte, venne fatto uno sforzo teso a istituzionalizzare e stabilizzare i rapporti di forza tra le due Superpotenze in base al numero e alla qualità delle armi nucleari detenute negli arsenali, in modo da minimizzare gli spostamenti di equilibrio dovuti ai miglioramenti tecnici progressivamente apportati alle armi nucleari e ai loro dispositivi di lancio.
L'ultima fase della Guerra fredda, sotto la seconda presidenza dello statunitense Ronald Reagan, fu caratterizzata da una grave crisi del processo negoziale, contemporaneamente causa ed effetto della esacerbazione della corsa al riarmo, che viene oggi largamente riconosciuta come una delle concause della crisi e della dissoluzione del blocco sovietico.

### Riduzione del rischio e comunicazione
- marzo 1968: accordo sugli incidenti navali (Incidents at sea agreement)
- 30 settembre 1971: accordo sulla prevenzione dello scoppio di un conflitto nucleare (Agreement on Measures To Reduce the Risk of Outbreak of Nuclear War)
- giugno 1973: accordo sulla "linea calda" (Hot Line Agreement)
- 31 maggio 1988: accordo sulla notifica dei lanci di ICBM e SLBM (Agreement on Notifications of ICBM and SLBM Launches)
- 30 maggio 1994: accordo sul detargeting dei missili balistici intercontinentali

### Controllo degli armamenti
- 26 maggio 1972: Trattato ABM (Anti-Ballistic Missile Treaty)
- 26 maggio 1972: Trattato SALT I (Strategic Arms Limitation Talks (SALT I))
- 18 giugno 1979: Trattato SALT II (Strategic Arms Limitation Talks (SALT II))
- 8 dicembre 1987: Trattato INF (Intermediate-Range Nuclear Forces (INF) Treaty) - Venuto meno de facto nel 2019[1]
- 31 luglio 1991: Trattato START I (Strategic Arms Reduction Treaty (START I))
- 3 gennaio 1993: Trattato START II (Strategic Arms Reduction Treaty (START II))

## Principali accordi multilaterali
La maggioranza degli accordi multilaterali sul controllo degli armamenti vennero negoziati allo scopo di limitare la tipologia degli armamenti e la loro diffusione geografica, in una specie di sforzo a tenaglia per portare al loro bando totale ed effettivo.

### Accordi per la limitazione geografica della proliferazione nucleare
Questi accordi istituiscono dei 'santuari' nei quali non è possibile introdurre armi nucleari. Attraverso lo strumento della denuclearizzazione le Nazioni Unite hanno sottratto alla corsa agli armamenti intere aree del globo. Alcuni di questi Trattati sono veri e propri Trattati di smilitarizzazione.
- 1º dicembre 1959: Trattato Antartico (Antarctic Treaty)
- 27 gennaio 1967: Trattato sullo spazio extra-atmosferico (Outer Space Treaty)
- 14 febbraio 1968: Trattato di Tlatelolco (Treaty for the Prohibition of Nuclear Weapons in Latin America)
- 7 dicembre 1970: Trattato sul fondo marino (Seabed Arms Control Treaty)
- agosto 1985: Trattato di Rarotonga (South Pacific Nuclear Free Zone (SPNFZ) Treaty)
- 11 aprile 1996: Trattato di Pelindaba (African Nuclear-Weapon-Free Zone Treaty)

## Dopo la guerra fredda
Dopo la fine della guerra fredda e l'attenuarsi della centralità delle due superpotenze e dei loro alleati, si rese evidente che il controllo degli armamenti doveva interessare altre aree, interessate spesso da conflitti locali o da regimi dittatoriali. Secondo stime del SIPRI il commercio di armi globale è di 1.531 miliardi di dollari.
Alcune aree sono particolarmente delicate. L'Africa sub-sahariana acquista armi per circa 18 miliardi di dollari, un valore assoluto relativamente modesto, ma che assume la caratteristica di rappresentare il principale sostegno di dittature particolarmente violente.